# Zdobysław Goraj
Zdobysław Jan Goraj (ur. 22 lipca 1948) – polski inżynier, profesor nauk technicznych. Specjalizuje się w aerodynamice, lotnictwie oraz mechanice lotu. Profesor zwyczajny w Instytucie Techniki Lotniczej i Mechaniki Stosowanej Wydziału Mechanicznego Energetyki i Lotnictwa Politechniki Warszawskiej (kierownik Zakładu Samolotów i Śmigłowców) oraz w warszawskim Instytucie Lotnictwa.
Habilitował się na Politechnice Warszawskiej z mechaniki teoretycznej w 1992 na podstawie oceny dorobku naukowego i rozprawy pt. Niestacjonarne teorie pneumatyka i płata i ich zastosowanie do analizy shimmy samolotu. Tytuł naukowy profesora nauk technicznych został mu przyznany w 2002. Swoje prace publikował m.in. w takich czasopismach jak: „Aircraft Engineering and Aerospace Technology”, „Journal of Theoretical and Applied Mechanics” oraz „Prace Instytutu Lotnictwa”.
Członek Rady Dyrektorów European Aeronautics Science Network (EASN), prezydent PSAS oraz członek Polskiego Stowarzyszenia Aeronautyki i Astronautyki. Promotor 8 doktoratów.

## Odznaczenie
- Krzyż Kawalerski Orderu Odrodzenia Polski (14 sierpnia 2017, za wybitne zasługi w pracy naukowo-badawczej i dydaktycznej, za promowanie polskiej myśli naukowej na świecie)[9]